# ويليام أيريس وارد
ويليام أيريس وارد (بالإنجليزية: William Ayres Ward)‏ هو عالم آثار أمريكي، ولد في 10 يونيو 1928 في شيكاغو في الولايات المتحدة، وتوفي في 13 سبتمبر 1996 في بروفيدنس في الولايات المتحدة.